# Неправилна шаховска отварања
У шаху је неправилно отварање традиционални израз за свако отварање које се сматра необичним или неортодоксним. У раном 19. веку коришћен је за било које отварање које не почиње 1.е4 е5 ( Отворена игра ) или 1.д4 д5 ( Затворена игра ). Како се теорија отварања развила и отварања која су се раније сматрала „неправилним“ постали су стандард, тај се појам користио рјеђе. 
Пошто ова отварања нису популарни код шахиста, стандардне референце отварања не покривају их детаљно.

## Употреба термина
Иако се овај термин често користио у шаховској литератури, његово значење никада није било прецизно и варирало је између писаца.
Једну од првих референца на "неправилна отварања" у шаховској литератури приредио је Вилијам Левис у свом дјелу из 1832. године Друга серија лекција о шаховској игри . Левис је класификовао отварања под насловом " игра краљевог ловца " (1.е4 е5 2. Лц4), " игра краљевог скакача " (1.е4 е5 2. Сф3), " игра пјешака даминог ловца " (1.е4 е5 2.ц3), " краљев амбит " (1.е4 е5 2.ф4), " дамин гамбит " (1.д4 д5 2.ц4) и "Неправилна отварања "(сва остала отварања). Левис коментарише да се неправилна отварања "ријетко играју, јер су углавном досадни и незанимљиви". Међу отварањиме које он анализира у овом поглављу су француска одбрана и енглеско отварање (оба се сада сматрају стандардима), Бирдово отварање и неколико 1.д4 д5 линија без даминог гамита. Левис овим отварањима не даје имена. 
Карл Јениш, рани заговорник француске и сицилијанске одбране, одбацио је ову употребу термина "неправилан", рекавши да отварања треба класификовати као "тачне", "нетачне" или "опасне".  У Приручнику за шах (1847), дуги низ година, стандардни референтни приручник о игри шаха на енглеском језику, Ховард Стаунтон је прихватио Левис-ов цјелокупни систем класификације, прешутно прихвативши Јенишове приговоре. Написао је "Оне методе започињања игре, у којима се први или други играч креће другачије од (1.е4 е5 или 1.д4 д5) обично се означавају као" неправилни ". Не пристајући на власништво ове разлике, сматрао сам да је препоручљиво, ради перспективности, усвојити општу и добро познату класификацију, преферирајући уређење ових необичних дебута под одвојеним и мање познатим главама. " Под овим насловом, Стаунтон сматра Француску одбрану, сицилијанску одбрану, скандинавску одбрану, Овенову одбрану, холандску одбрану, Бенони одбрану, Бирдово отварање и енглеско отварање. 

## Примјери

### Необични први потези бијелога
Велика већина шаховских игара на високом нивоу започиње с 1.е4, 1.д4, 1. Сф3 или 1.ц4 .  Такође се повремено виде 1.г3, 1.б3 и 1.ф4 . Друга отварања бијелога, заједно са неколико невладиних транспоновања редова који почињу 1.г3, сврставају под шифром "А00" од стране Енциклопедије шаховских отварања и описани су као "необична" или "нерегуларна".   Иако су класификовани под једним кодом, ова отварања нису повезани једни са другима.
Отварања класификована као А00 су:
- 1. а3 - Андерсеново отварање
- 1. а4 - Вејрово отварање
- 1. б4 - Соколски отварање, познато и као пољско отварање или орангутан отварање
- 1. ц3 - Саргароса отварање
- 1. д3 - Миесес отварање
- 1. е3 - Ван Куријево отварање
- 1. ф3 - Барнес отварање, познато и као Гедултово отварање
- 1. г3 - Бенково отварање
- 1. г4 - Гробов напад
- 1. х3 - Клемензово отварање или Басманов напад
- 1. х4 - Деспрезово отварање или Кадасово отварање
- 1. Са3 - Дуркиново отварање, познато и као Дуркин напад или напад натријума
- 1. Сц3 - Дунстово отварање
- 1. Сх3 - Амарово отварање, познато и под називом Парис отварање, Амониа отварање или Дрункеншки витез отварање

Нимзовић-Ларсен напад (1.б3, ЕЦО шифра А01) и Бирдово отварање (1.ф4, ЕЦО шифре А02-А03) такође су описани као "неправилни", посебно у старијим књигама.  

### Необични одговори црнога
Отварања у којима црни даје неконвенционалан одговор на 1.е4 класификовани су као Б00 ( Игра краљевог пјешака ).  У овом коду су:
- 1.е4 а6 - Одбрана Св. Ђорђа
- 1.е4 б6 - Овенова одбрана
- 1.е4 ф6 - Барнесова одбрана
- 1.е4 х6 - Царр одбрана
- 1.е4 Са6 - Лемингова одбрана
- 1.е4 Сц6 - Нимзовићева одбрана
- 1.е4 Сх6 - Адамова одбрана
- 1.е4 а5 - Корнсталк одбрана
- 1.е4 б5 - (губи пјешака на 2. Лхб5)
- 1.е4 ф5 - Фредова одбрана
- 1.е4 г5 - Боргова одбрана
- 1.е4 х5 - Голдсмитова одбрана

Од тога 1. Сц6, 1. б6, 1. а6 и 1. г5 добили су највише теоријске пажње.  Тони Милес је славно искористио 1 ... а6 за пораз Анатолија Карпова . 